# Das Erdbeben in Chili
Das Erdbeben in Chili ist eine Novelle von Heinrich von Kleist, die er vermutlich im Jahr 1806 verfasst hat. Sie erschien zunächst 1807 in Cottas „Morgenblatt für gebildete Stände“ unter dem Titel Jeronimo und Josephe. Eine Szene aus dem Erdbeben zu Chili, vom Jahr 1647. 1810 erschien sie erneut unter dem nun bekannten Titel im ersten Band der Erzählungen.

## Hintergrund
Während das Erdbeben von 1647 in Santiago de Chile (bei Kleist „St. Jago, [die] Hauptstadt des Königreichs Chili“) die historische Vorlage für den Text bietet, ist ideengeschichtlich vor allem das Lissabonner Erdbeben von 1755 für Kleist Anlass gewesen. Auch andere zeitgenössische Philosophen und Dichter wie Poe, Voltaire, Rousseau und Kant verwendeten dieses Thema, um unter anderem das Theodizeeproblem zu diskutieren. Die Theodizee, die Frage also nach einem allmächtigen und guten Gott angesichts von Leid und Ungerechtigkeit in der Welt, wurde in der Aufklärung prominent von Gottfried Wilhelm Leibniz (1646–1716) behandelt, der zum Schluss kam, die existierende Welt sei die bestmögliche Welt. Das Erdbeben von Lissabon stellte diese Formulierung erneut stark in Zweifel. In Kleists Novelle ist weder die göttliche Fügung noch die Wirkung der Vernunft spürbar. Entscheidend wird das aleatorische Moment, der Zufall, der wie das Erdbeben die narrative Kontinuität ebenso wie jeden Gedanken an ein teleologisches, sinnhaftes und verständliches Geschehen immer wieder zerstört, was die Akteure nicht begreifen, die das Geschehen einem höheren Wesen zuschreiben. Der Zufall und der damit verbundene Sturz der alten Strukturen schafft aber auch neue: So wird aus dem „Bastard“ ein „Pflegesohn“, aus der natürlichen eine gesetzliche Familie. Kleists Erzählung ist sowohl eine Antwort auf die Frage nach der Theodizee als auch auf die Frage nach dem natürlichen Gut-Sein des Menschen.
Für Werner Hamacher spiegelt sich im Aufbau der Erzählung die Theorie des Erhabenen aus Kants Kritik der Urteilskraft. Kant benennt dort das Erdbeben von Lissabon, angesichts dessen Ausmaße das Vorstellungsvermögen versagt, als eine der Mächte, die das Gefühl des Erhabenen und den Respekt vor dem Übersinnlichen im Menschen weckt und die menschliche Sprache verstummen lässt, gewissermaßen als eine Theophanie. Zum Gefühl des Erhabenen gehöre auch eine masochistische Vermischung von Schmerz und Lust sowie die Idee der göttlichen Aufopferung, eine Neuauflage der Leidensgeschichte Christi, wie sie in Kleists Erzählung zunächst aufscheint, aber im Folgenden von ihm selbst zerstört wird.
Kleist verfasste die Arbeit wahrscheinlich in seiner Königsberger Zeit (Mai 1805 bis August 1806). Er war von Januar bis Juli 1807 in französischer Kriegsgefangenschaft; während dieser Zeit vermittelte sein Freund Otto August Rühle von Lilienstern (1780–1847) das Werk an den Verleger Cotta. Das Erdbeben in Chili war die erste gedruckte Erzählung Kleists.
Man hat auch versucht, die Novelle als „Geschichtsphilosophie des Poetischen“ zu lesen, „die auf die politische Verarbeitung der Revolution [von 1789] antwortet“.

## Literarische Vorlage
Das Grundgerüst der Handlung geht auf den Roman Les Incas, ou La destruction de l'empire du Pérou (1777) von Jean-François Marmontel zurück; dort ist es Alonzo Molina, ein spanischer Konquistador, der eine eingeborene, der Sonnengottheit geweihte Jungfrau, Cora, begehrt. Molina will in Peru die Indios zum Christentum bekehren und sie vor Plünderungen seitens der Konquistadoren schützen; aber erst durch ein Erdbeben, das den Tempel, in dem Cora festgehalten wird, zerstört, kommen beide zusammen. Cora wird schwanger; als dies erkannt wird, soll sie hingerichtet werden, denn sie hat gegen das Keuschheitsgelübde verstoßen. Molina stellt sich dem Gericht und hält ein Plädoyer für christliche Vergebung und die Gestattung von natürlichen Gefühlen, wie der Liebe zu Cora. Die Indios werden davon überzeugt, Alonzo und Cora heiraten; doch bei einem Überfall der Konquistadoren unter Pizarro fällt Alonzo, Cora stirbt mit ihrem Kind auf dem Grab ihres Mannes vor Gram.
Das Motiv, das die Serie des Unglücks in Kleists Novelle auslöst, die Liebe zwischen einem Hauslehrer und seiner Schülerin, findet sich sowohl in Rousseaus Nouvelle Héloise als auch in Voltaires Candide. Im Unterschied zu Voltaire, der sich über die „beste aller Welten“ lustig macht, wird bei Kleist der Zufall zum dominierenden Ereignis in einer undurchschaubaren Welt.
René Girard weist darauf hin, dass auch in den Bakchen des Euripides die Krise mit einem Erdbeben beginnt und mit mörderischen Gewalttaten einer rasenden Menge endet. Erst die Sakralisierung eines (willkürlich ausgewählten) Opfers stellt die Ordnung wieder her. Die Amnesie des zweiten Teils greift Motive aus Shakespeares Mittsommernachtstraum auf, wobei die Unterschiede zwischen Mensch, Gott und wildem Tier ebenso wie in der kollektiven Zerstörungswut aufgehoben sind.

## Die Erzählung

### Figuren
- Don Henrico Asteron, Vater von Donna Josephe
- Donna Josephe Asteron, Tochter des adligen und reichen Don Asteron
- Jeronimo Rugera, bürgerlicher Hauslehrer und Geliebter der Donna Josephe
- sein Vater, der ihn während der Massenhysterie erschlägt
- Don Fernando Ormez, Sohn des Kommandanten von St. Jago, Freund von Josephe und Jeronimo
- Donna Elvire, Frau des Don Fernando und Mutter des Sohnes Juan
- Meister Pedrillo, Schuhmacher, welcher zum Mord an Josephe und Jeronimo hetzt
- Juan, Sohn von Don Fernando Ormez und Donna Elvire
- Philipp, Sohn von Josephe und Jeronimo
- Donna Constanze, Schwester von Donna Elvire und Donna Elisabeth
- Donna Elisabeth, Schwester von Donna Elvire und Donna Constanze
- Don Pedro, Vater von Donna Elvire, Donna Constanze und Donna Elisabeth, Schwiegervater von Don Fernando Ormez
- der Chorherr, der in seiner Predigt zur Lynchjustiz auffordert
- der Erzbischof, der Josephe vor den Scharfrichter stellen lässt
- die Äbtissin, die Josephe aufnimmt und sich für sie verwendet
- der Vizekönig, der Josephes Enthauptung anordnet

Die Konfiguration weist Jeronimo und Josephe sowie die Figuren um Don Fernando als Protagonisten, die Vertreter der Institutionen Kirche, Staat, Familie und des Volkszornes hingegen als Antagonisten aus. Bei den Protagonisten findet allerdings vom ersten zum dritten Hauptteil eine Verschiebung statt: „Jeronimo und Josephe, die beherrschenden Hauptfiguren“ des ersten Teils, „treten hinter der Gestalt Don Fernandos zurück“, der zum „göttlichen Helden“ aufgebaut wird, der gegen eine wilde Rotte kämpft, sich aber als zögerlicher Un-Held erweist.

### Handlung
Der Hauslehrer Jeronimo verliebt sich in seine Schülerin Josephe. Diese erwidert seine Liebe und beide befinden sich in einem „zärtlichen Einverständnis“ (Seite 679, Z. 10). Die Warnungen des Vaters beachten die beiden nicht, und Jeronimo wird daraufhin entlassen und die Tochter in ein Kloster gesteckt. Obwohl Jeronimo ohne Beschäftigung und Einkommen ist, bricht er den Kontakt zu Josephe nicht ab und es kommt im Klostergarten zur körperlichen Vereinigung, die Kleist mit „vollen Glückes“ (Seite 679, Z. 17f.) umschreibt. Das hierbei gezeugte Kind wird am Fronleichnamsfest geboren. Josephe wird ins Gefängnis eingeliefert und ihr wird trotz „sonst untadelhaften Betragens“ (Seite 679, Z. 31) auf Befehl des Erzbischofs der Prozess gemacht. Der Vizekönig wandelt die Verurteilung zum Feuertod in ein Todesurteil durch Enthaupten um. Auch Jeronimo wird ins Gefängnis gesteckt; die Nachricht über das Todesurteil für seine Geliebte lässt ihn fast „die Besinnung verlieren“ (Seite 679, Z. 42). Sein folgender Fluchtversuch bleibt erfolglos. Gottesgläubig bittet er die heilige Mutter Gottes um Rettung für die zur Todesstrafe Verurteilte. In der „völligen Hoffnungslosigkeit seiner Lage“ (Seite 680, Z. 8) beschließt er verzweifelt, am Hinrichtungstag der Geliebten sein Leben durch Erhängen zu beenden. Hierbei wird er jedoch durch das Erdbeben überrascht und ist „starr vor Entsetzen“ (Seite 680, Z. 18). Die Mauern des Gefängnisses stürzen ein, und er kann flüchten. Er läuft durch die zerstörte Stadt, und überall begegnen ihm Zerstörung und Tod. Außerhalb der Stadt hält er an und bricht aufgrund des Leides und der Anstrengung ohnmächtig zusammen. Als er wieder erwacht, fühlt er sich zufrieden und dankt „Gott für seine wunderbare Errettung“ (Seite 681, Z. 13). Erst danach fällt ihm wieder Josephe ein, und er geht zurück in die Stadt, um sie zu suchen. Dort fragt er die Leute, ob die Hinrichtung vollzogen worden sei. Nachdem er die Antwort erhalten hat, dass dies der Fall sei, „überließ (er) sich seinem vollen Schmerz“ (vgl. S. 681, Z. 33) und begreift nicht, warum gerade er gerettet wurde. Er wünscht, „dass die zerstörende Gewalt der Natur“ (Seite 681, Z. 34f.) von neuem über ihn einbrechen möchte. Da dies aber nicht geschieht, setzt er seine Suche fort und findet außerhalb der Stadt in einem lieblichen Tal Josephe und ihr gemeinsames Kind an einer Quelle. Selig umarmen sich die Liebenden und danken Maria für das Wunder der Errettung.
Josephe erzählt Jeronimo, dass auch ihr durch den Einsturz der Gebäude die Flucht gelungen ist und sie danach zum Kloster ging, wo ihr Knabe war, und sie das Kind dort „unverschrocken durch den Dampf“ (Seite 682, Z. 2, 21) aus dem zusammenfallenden Gebäude hat retten können. Mit diesem lief sie dann zum Gefängnis, doch auch dieses war zerstört und Jeronimo nicht zu finden. So hetzte sie weiter durch die Stadt. Dort sah sie die Leiche des Erzbischofs und dass der Palast des Vizekönigs und das Gerichtsgebäude in Flammen standen. Sie ging weiter, bis sie in das Tal außerhalb der Stadt kam und dort nun wieder mit ihrem Geliebten zusammentraf.
Die beiden fühlen sich an diesem Orte „als ob es das Tal von Eden …“ (Seite 683, Z. 10) wäre. „Wieviel Elend mußte über die Welt kommen,“ (vgl. S. 683, Z. 34) damit sie endlich glücklich wurden? Unter vielen Küssen schlafen sie ein. Am nächsten Morgen tritt ein junger Mann, Don Fernando, mit einem Kleinkind zu ihnen und bittet Josephe, ob sie dem Kind nicht die Brust geben könne, da die Mutter schwer verletzt sei. Josephe erfüllt den Wunsch, und als Gegenleistung werden sie von der Familie des jungen Mannes zum Frühstück eingeladen. Von allen werden sie „mit so vieler Vertraulichkeit und Güte behandelt“ (Seite 684, Z. 24), dass sie nicht mehr wissen, ob sie von der schrecklichen Vergangenheit nur geträumt haben. Es wird von den schlimmen Zuständen in der Stadt erzählt, und dass durch das große Unglück die Standesunterschiede verschwunden seien, da alle das Gleiche durchgemacht hätten. Jeronimo und Josephe entschließen sich, beim Vizekönig um ihr Leben zu bitten.
Als sich die Nachricht verbreitet, dass in der einzig erhaltenen Kirche eine Dankmesse gefeiert werden soll, entschließen sich auch Josephe und Jeronimo, entgegen der Warnungen von Donna Elisabeth, daran teilzunehmen. In der Kirche predigt der älteste der Chorherren und sieht das Erdbeben als Strafe Gottes für „das Sittenverderbnis der Stadt“ (Seite 687, Z. 40). Auch erwähnt er den Frevel, der im Klostergarten stattgefunden hat. Weiterhin übergibt er die Seelen der Täter „allen Fürsten der Hölle“ (Seite 688, Z. 2). Die Kirchenbesucher erkennen die Schuldigen und fordern ihre Bestrafung. Hierbei kommt es zu einem Tumult, und Don Fernando wird mit Jeronimo verwechselt; sein Tod wird gefordert. Daraufhin gibt sich Jeronimo mutig zu erkennen. Es gelingt ihm und Josephe sowie der Familie Don Fernandos, die Kirche mit den Kindern wieder zu verlassen. Doch davor wartet bereits der Mob, und Jeronimo wird von seinem eigenen Vater mit einer Keule erschlagen. Auch die Schwägerin von Don Fernando, Donna Constanze, wird ein Opfer der Masse. Josephe stürzt sich mit den Worten: „hier mordet mich, ihr blutdürstenden Tiger!“ (Seite 689, Z. 38) in die Menge und wird von dem Anführer, Meister Pedrillo, erschlagen. Don Fernando verteidigt sich mit einem Schwert und tötet einige Angreifer. Doch es gelingt dem Anführer, Meister Pedrillo, den kleinen Sohn von Don Fernando an sich zu reißen und ihn „an eines Kirchpfeilers Ecke“ (Seite 690, Z. 2f.) zu schmettern. Daraufhin ziehen sich alle zurück und entfernen sich. Die Leichen werden fortgeschafft; Don Fernando und seine Frau Donna Elvire nehmen, da ihr Sohn getötet worden ist, den Sohn von Josephe und Jeronimo als Pflegesohn an. 

### Aufbau
Die Erzählung besteht aus drei Teilen:
- Die Vorgeschichte bis zum Tag der geplanten Hinrichtung und der Naturkatastrophe
- Das idyllische Tal, Gemeinschaft der Menschen über Klassengrenzen hinweg
- Dankgottesdienst und Lynchmorde

Doch diese Struktur ist nur vordergründig klar und einfach aufgebaut. Kleists zentrale Denkfigur ist nicht dialektisch im Sinne von These – Antithese – Synthese, sondern antagonistisch. Jede Schilderung in der Erzählung findet ihre Überführung ins Gegenteil: So wird der Selbstmord Jeronimos durch ein todbringendes Erdbeben verhindert, der Dankgottesdienst wird zu einer Hassorgie. Die Erzählung ist geprägt von Kippfiguren und einem Ineinander von Rettung und Vernichtung. Dieses Ineinanderfallen von Widersprüchen, Gegensätzen prägt das kleistsche Denken seit seiner Studienzeit, wird aber ausformuliert vor allem in der Schrift Allerneuester Erziehungsplan aus den Berliner Abendblättern, die Kleist 1810 veröffentlichte. Kleist skizziert seine Theorie der Selbsterhaltung in einem Brief an seine Verlobte Wilhelmine Zenge: Der gleichzeitige Fall aller Elemente („Fall“ ist in Kleists Text auffällig oft mit „Zufall“ assoziiert) hemmt ihren Untergang und erhält sie eine Zeitlang aufrecht; das Gesetz der Gravitation kollidiert mit sich selbst und verzögert so seine Wirkung. Auch die Erzählung ist nach diesem Muster aufgebaut: Der Mittelteil bildet eine „Wölbung“, die die tödliche Gewalt vorübergehend suspendiert.
Bei genauerer Lektüre erkennt man in der groben Dreiteilung der Handlung den klassischen fünfteiligen Aufbau des Regeldramas: I. Vorgeschichte und Vorbereitung der Hinrichtung bzw. des Selbstmordes, II. „Peripetie“, in der „die zerstörerische Gesellschaft durch die hereinbrechende Naturkatastrophe nun selbst zerstört wird, während ihre geschundenen Opfer Rettung finden“, III. der „Mittelteil, der Ausgleich und Versöhnung anzukündigen scheint“, IV. eine erneute Wendung, aber diesmal eine „Peripetie zum Schlimmen“, der Aufbruch zur Kirche, und V. die Katastrophe mit der „infernalischen Haßpredigt [und der anschließenden] mörderischen Massenhysterie“.
Ein durchgängig beibehaltenes Deutungsmuster ist so für den Leser nicht möglich, vielmehr bricht Kleist mehrfach mit den Erwartungen an den Text und den literarischen Konventionen, ein Grund, warum der Text bis heute, und vor allem in der aktuellen Forschung, eine derartig große Rezeption erfährt.

### Sprache und Erzählweise
Charakteristisch für Kleist ist der Anfangssatz, der nüchtern-sachlich einen dramatischen Zustand umschreibt und dabei aus erzählerischer Sicht keine emotionale Beteiligung erkennen lässt. Dieser Stil kennzeichnet Kleists Werk seit der Königsberger Zeit, als er als Beamter zu Gericht in Akten häufig eine solche klare und raffende Schreibart lesen und selbst gebrauchen musste.
In der gesamten Erzählung bleibt der Erzähler ohne Deutung oder emotionale Ergriffenheit, selbst bei grausamen Szenen. Hingegen wird die chaotische Situation, etwa bei der Ermordung durch den Mob, sprachlich virtuos umgesetzt:
Don Fernando, als er Constanzens Leichnam erblickte, glühte vor Zorn; er zog und schwang das Schwert, und hieb, daß er ihn gespalten hätte, den fanatischen Mordknecht, der diese Gräuel veranlaßte, wenn derselbe nicht, durch eine Wendung, dem wütenden Schlag entwichen wäre. Der turbulenten Situation des Kampfes entspricht hier die wilde Abfolge von Haupt- und Nebensätzen in zum Teil großangelegten Konstruktionen. Charakteristisch ist die permanente Zeitknappheit, in der sich die Hauptpersonen befinden und durch welche sie keine Möglichkeit zur Reflexion ihrer Entscheidungen finden. Die entscheidenden Momente werden aber quasi gezoomt und die Zehntelsekunden gedehnt, wie bei der Beschreibung des Einsturzes der Mauern, was der filmischen Technik der Zeitlupe entspricht.
Charakteristisch ist die Häufung bestimmter Begriffe bzw. Begriffsfelder, die metaphorische Bedeutung haben, so von „Sturz“, „stürzen“ usw. Auch scheinbar lapidare Nebenbemerkungen, die Signalwirkung für den Leser haben, sind für die Deutung wichtig: Etwa wenn es zur Einleitung des zweiten Teils der Erzählung heißt, als die Nacht hereinbricht: „wie nur ein Dichter davon träumen mag“, dann stellt das die geschilderte Realität infrage. Auffällig ist die Häufigkeit von relativierenden oder perspektivierenden Formeln wie „es schien“, „so war es ihm fast, als müßt er“ oder „es war, als ob“, die das Objektiv-Eindeutige der Vorgänge in Frage stellen. Ambivalente Urteile und Emotionen schieben sich immer wieder vor die Ereignisse. Die konkreten Handlungen entspringen diesen unterschiedlichen Interpretationen.

### Deutung
Alle Interpretationen sind wegen der fehlenden Deutung durch einen Erzähler an die Perspektive der Figuren gebunden, was die Komplexität der Deutungsmöglichkeiten erhöht. So kann die Erzählung als eine Reaktion auf das Erdbeben von Lissabon 1755 angesehen werden, das eine Debatte der Theodizee auslöste und insbesondere den Optimismus der Aufklärung und den Deismus in Frage stellte. Vor allem Voltaire und Rousseau führten einen Diskurs über die Katastrophe. Kleists Standpunkt unterscheidet sich von diesen Stellungnahmen, indem er nicht versucht, Gottes Handeln zu rechtfertigen und die Naturkatastrophe dadurch zu erklären, sondern auf einer Metaebene jede moralische Deutung der Katastrophe als Gericht Gottes kritisiert. Die Menschen, die die Katastrophe auf die beiden unglücklich Liebenden als Auslöser reduzieren und sich anmaßen, Gottes Willen erkennen zu können, werden im Text als fanatische Mörder entlarvt. Alle Deutungen von Naturkatastrophen als Strafe für individuelles Fehlverhalten decken nur die menschliche Hybris auf. Die Frage nach einem gerechten und guten Gott angesichts des Leidens der Menschen nach dem Erdbeben lässt Kleist in Aporie enden. Für ihn ist die metaphysische Deutung des Erdbebens nicht möglich. Die sich neu formierende Gesellschaft in der Kirche, die versucht, einen Schuldigen zu finden und Gott einer Erklärung zu unterwerfen, endet in Wahnsinn und Irrationalität. Gott und Aufklärung, so muss man im Sinne dieses Werkes folgern, sind nicht zusammen denkbar.
Werner Hamacher betont die Christusähnlichkeit der Figur Philipps, der zunächst für die Erlösungsverheißung in Form eines Idylls steht, in der Gesetz (Vater) und Natur (Mutter) versöhnt sind. Diese Erlösung wird jedoch durch ein stellvertretendes Opfer vollzogen, wobei Messopfer und Lynchmord durch eine satanische Rotte zu einer Aktion des religiösen Massenwahns verschmelzen. Philipp bleibt durch Fernandos heroische Tat am Leben, während alle anderen sterben. Alle teleologischen Interpretationen dieses Geschehens zwischen Idyll und Apokalypse versagen.
Für Helmut J. Schneider ist die Erzählung ein Beitrag zur poetischen Verarbeitung der Französischen Revolution. Es handele sich bei dem Massaker Schneider zufolge um die Rache des kleinbürgerlichen, lustfeindlichen Kollektivs am individuellen „Ausnahmeglück“. Kleist beschreibt auch den mit dem Rücken zur Kirche fechtenden Fernando in einer Pose, die der des instinktgesteuerten Bären aus seinem Essay Über das Marionettentheater entspricht – es handelt sich also nicht um eine bewusste Rettungstat. Auch in Kleists Drama Hermannsschlacht ist die „Bärin“ Thusnelda Ausdruck bestialischer Rache.
Günter Blamberger schreibt in seiner Kleist-Biographie über das Erdbeben in Chili: „Trügerisch ist es, an den Bestand des Programms von Freiheit, Gleichheit und Brüderlichkeit zu glauben. Die Gemeinschaft der Erdbebenopfer im idyllischen Tal hält nicht länger als die Gesellschaftsutopie der Französischen Revolution, danach ist der Mensch wieder ein Wolf.“ Das Gesetz wird allein durch Gewalt etabliert und aufgehoben – eine Absage an die vorrevolutionäre Aufklärung, die erwartete, das Paradies wieder erlangen zu können.
Folgt man der Interpretation Blambergers, bedeutet der Umsturz der Verhältnisse durch das Erdbeben laut Kleist keine Rückkehr zum Rousseauschen Naturzustand, sondern nur eine kurze Unterbrechung der Unterdrückung des Menschen durch den Menschen. So scheint durch das „egalitäre Nachtlager wie in Hölderlins Archipelagus […] eine Basisutopie einer egalitären As-Sociation“ auf, das „Modell einer neuen As-Sociation, die neue gesellschaftliche Regeln begründen kann“. Diese Utopie wird aber durch den Gang der Ereignisse dementiert und allenfalls am Ende der Erzählung in einem Detail rehabilitiert: „Die Adoption des natürlichen Kindes statt des verlorenen eigenen läßt [die Novelle] versöhnlich, viele haben gemeint: utopisch, ausklingen.“ Darin „könnte man in der Tat ein Versprechen auf Bewahrung dessen sehen, was in der idyllischen Vision aufgegangen war.“
Friedrich Kittler hält den Text für hermeneutischen Analysen gegenüber unzugänglich und will ihn aus seiner Funktion vor dem Hintergrund der zeitgenössischen Diskurse heraus begreifen. Für Kittler führt der dreiteilige Aufbau der Novelle „von einer Anfangskatastrophe, die – etwa beim Zusammenbruch der Kerkermauern – mit ingenieursmäßiger Präzision beschrieben wird, über ein Arkadien, das seinen Kindern keine psychischen Gefühle und philosophischen Deutungen gestattet, zu einer Schlußkatastrophe, die mit dem kalten Blick des Kriegstechnikers gesehen ist.“ Danach enthält die Erzählung eine Kritik am bürgerlichen Bildungsdiskurs um 1800 mit den Konzepten von Familie als der „heiligen Familie aus Kind, Mutter, Vater“. Das rührende Idyll des Familialismus und der Mütterlichkeit wird durch die „Techniken und Waffen des Todes“ bzw. des „Volkskrieges“ ausgelöscht. Wie auch andere Werke Kleists sieht er die Entstehung der Novelle im Zusammenhang mit der preußischen Heeresreform, die zu einer Flexibilisierung der Kriegsführung und zu einer Infragestellung der militärischen Reglements führt. Wie der Prinz in Kleists Drama Prinz Friedrich von Homburg kämpft hier jeder einzelne ohne zentrale Weisung oder sogar unter deren Missachtung spontan, reagiert jedoch im Sinne des Ganzen auf die Bewegungen des Gegners. Zeitaufwändige Kommunikation und Reflexion müssen hier durch Instinkt ersetzt werden. Mit Fernandos ritterlicher Art zu kämpfen kann man die etablierte Ordnung gegen ein bewaffnetes Volk nicht verteidigen. Wie die Preußen bei Jena und Auerstedt kann Fernando nur unterliegen, oder er muss wie der Bär in Kleists Schrift Über das Marionettentheater kämpfen, der die „Ausweichungen und Reaktionen“ nicht erst körperlich „empfinden und spüren“ muss, sondern unverzögert „Aug in Auge“ in der Seele seines Gegners liest. Dieses Ideal, das nicht durch Weisungen erreicht werden kann, sondern den Einzelkämpfer nach dem Vorbild des Ringers in den Vordergrund stellt, liefert einen Fingerzeig für den preußischen König, dessen Truppen nach der Schlacht im Jahre 1806 rasch kapitulierten oder gar desertierten. Für den Volkskrieg gab es dann tatsächlich ein historisches Pendant in Form des im Jahr 1813 durch den König von Preußen erlassenen  Landsturmedikts, das quasi den Partisanenkrieg legitimiert, also sieben Jahre, nachdem Kleists seinen Text verfasst hatte. Allerdings kam dieser Landsturm, der aus meist wehrunfähigen alten Männer als letztem Aufgebot bestand, damals nicht mehr zum Einsatz.

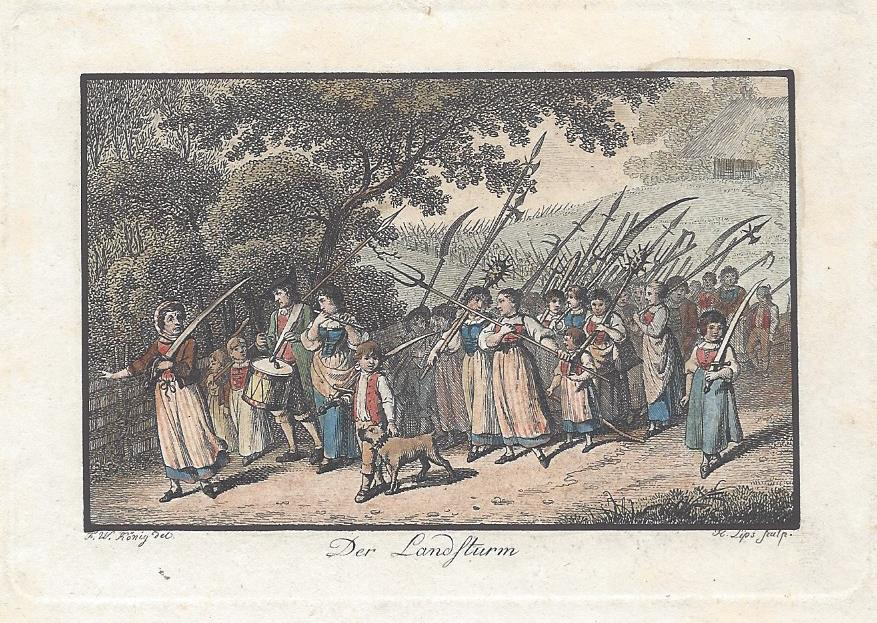
Kolorierter Kupferstich nach einem Bild von Franz Niklaus König: Landsturm in der Schweiz (romantisierende Darstellung). In der Schweizer Armee umfasste der Landsturm die bis zu 60-jährigen, später (bis 1994) die bis zu 50-jährigen Männer.

Eine autoreflexive Bedeutungskomponente wird von Schneider angesprochen, der in der Novelle eine „Geschichtsphilosophie des Poetischen“ erkennt. Eine Reihe von Substitutionen charakterisiert die Novelle, die ein Opfer durch das andere, „Zufall durch Deutung, Kontingenz durch Kohärenz, Ereignis durch Sprache und Geschehen durch Geschichte ersetzt und diese Ersetzung zugleich scheitern lässt“.
So verwendet Kleist in seinen Texten durchweg sprechende Namen, worauf auch Blamberger, Kittler u. v. a. verweisen. Doch dienen diese Namen nicht der eindeutigen Charakterisierung von Personen z. B. als gut oder böse; sie bezeichnen vielmehr Ambivalenzen, innere Spannungen, ja die Zerrissenheit der Figuren vor dem Hintergrund eines gewaltsamen Umsturzes legitimer Ordnungen. So kann der Einsturz der Gefängnismauern als Symbol für die Erstürmung der Bastille, also für den Ausbruch der französischen Revolution und die Vernichtung der legitimen Ordnung gelesen werden. Dieses Ereignis leitet einen freudigen Zustand der Selbsttäuschung ein, auf welchen jedoch die schlimmsten Gräuel folgen.
Dieser Aspekt wird bei eher versöhnlichen Interpretationen des „Erdbebens in Chili“ wie in der Lesart Thomas Manns leicht übersehen, die ganz auf Bildung und Menschenglück abstellt. So ist auf die deutlichen Anklänge des Namens der Protagonisten Jeronimo (eines Bürgerlichen) an Jérôme Bonaparte, Napoleons Bruder hinzuweisen. Josephe (frz. sprich: -ef) verweist einerseits auf Joséphine de Beauharnais, die zur Kaiserin gekrönte Gattin Napoleons, und zugleich auf Joseph Bonaparte, den ältesten Bruder Napoleons, der während seiner Kriege in Deutschland dessen Statthalter in Frankreich war. Die ungewöhnliche Namensform Josephe ist nicht explizit weiblich. Sie deutet möglicherweise auf die illegitime Zeugung Philipps hin – Josef von Nazaret ist nur der kulturelle Ziehvater Jesu. Napoleon adoptierte den Sohn Joséphines, die Napoleon aber keinen Erben gebar. Die mehrfache sexuelle Transgression verweist auf die Spannung zwischen dem verborgenen Akt der biologischen Erzeugung und der öffentlichen Legitimation der Herrschenden. Girard verweist im Übrigen darauf, dass Josephes Opferrolle unwahrscheinlich sei: In keinem katholischen Land wurde eine Frau wegen eines solchen Vergehens hingerichtet. Kleist übertreibe, er suche sich Frauen und Kinder als Opfer, um die Ereignisse „in extremis“ zu steigern.
Der Name des Don Fernando Ormez verweist auf den schwächlichen, kränklichen und eigentlich regierungsunfähigen österreichischen Kronprinzen Ferdinand, der 1806 erst 13 Jahre alt war und in der Novelle den Platz seines Vaters Franz II. einnimmt. Dieser dankte im Juli 1806 nach Gründung des Rheinbunds als Kaiser des Heiligen Römischen Reichs ab (Ormez ist ein Anagramm von Rom-ez), weil er sich der Stimmen des durch den Reichsdeputationshauptschluss in seiner Zusammensetzung veränderten, nun überwiegend protestantischen Kurfürstenkollegiums für seine Dynastie bei der Wahl eines künftigen Nachfolgers nicht sicher sein konnte.
Zugleich steht Don Fernando für den Typ des Offiziers der alten Ordnung, des Linienreglements, welches bereits vor der Niederlage von 1806 der Taktik der „wütenden Haufen“ (Kleist) französischer Revolutionsheere nicht mehr gewachsen war. Philipp, der Sohn von Jeronimo und Josephe, trägt einen (für einen Bürgerlichen in der Novelle anmaßend erscheinenden) spanischen Königsnamen; er wird am Ende aber tatsächlich von Ferdinand und Elvira adoptiert, d. h. legitimiert. Schneider verweist darauf, dass die uneheliche Geburt Philipps die patronyme Gewalt verletzt, die im letzten Teil wieder hergestellt wird. Ein Ferdinand, nämlich der (angenommene) Sohn Karls IV. von Spanien, war es auch, der gegen seinen vermeintlichen Vater rebellierte und dabei die Hilfe Napoleons in Anspruch nahm. 1807 versuchte er sogar in das französische Kaiserhaus einzuheiraten und sich dadurch zu legitimieren. Kurzzeitig wurde er König; damit opferte er aber seine Bourbonenehre. Kurz nach dem Erscheinen der Erzählung Kleists (1808) wurde er von den Franzosen wieder gestürzt, die Karl IV. wieder auf den Thron setzten.
Donna Elvire trägt wie Josephe eine hermaphroditische Namensform: El-(span. maskuliner Artikel)-vir-(lat.: Mann)-e (statt der femininen Endung auf -a). Tatsächlich war die Gattin Franz II., Maria Theresia von Neapel-Sizilien, eine erbitterte Gegnerin Napoleons und ermunterte ihren introvertierten und zaudernden, seinen botanischen Hobbys verfallenen Mann zum Kampf gegen ihn. Diese Anspielungen verlagern das scheinbar fern zurückliegende Geschehen in die Zeit Kleists und der napoleonischen Kriege.
Der Nachname Jeronimos, „Rugera“, lässt sich als Anagramm von guerra (span.: Krieg) lesen. Der „Citoyen“ Meister Pedrillo (Petrus) verkörpert den Mob und zugleich den "Stein" als alchimistisches Symbol der Unschuld, dessen Farbe rot ist. Er beschwört als „Propagandaredner“ den regel- und gesetzlosen „totalen Volkskrieg“, ein Kampf, in dem die Waffenlosen von harmlosen Kirchgängern mit Keulen niedergemacht werden ähnlich wie in Kleists Hermannsschlacht. Kleist beschwört hier im Vorgriff auf 1813 die „Diskurspraxis der Partisanen“.
All diese Anspielungen und Substitutionen stellen das „Erdbeben in Chili“ in den Zusammenhang des Zusammenbruchs des Heiligen Römischen Reiches 1806 wie auch der spanischen Monarchie und des seit Napoleons Kaiserkrönung aktuellen Legitimationsdiskurses. Der „Napoleonhasser“ Kleist betrachtete schon seit 1801 Napoleon Bonaparte als den Totengräber der „deutschen Freiheit“ und rechnete nur noch mit einem „schönen Untergang“, der dann 1806 eintrat – verbunden mit einem totalen Bruch der Institutionen von Staat und Kirche. Dadurch standen das alteuropäische dynastische Legitimationsprinzip, die Genealogie von Herrschaft (und damit auch der Familie insgesamt) und das Gottesgnadentum zur Disposition. Kleist schrieb 1805 an Lilienstern, die Zeit scheine eine „neue Ordnung der Dinge herbeiführen zu wollen, und wir werden davon nichts, als bloß den Umsturz der alten erleben. Es wird sich aus dem ganzen kultivierten Theil von Europa ein einziges, großes System von Reichen bilden, und die Throne mit neuen, von Frankreich abhängigen, Fürsten-Dynastien besetzt werden“ (wie mit Jérôme Bonaparte oder Ferdinand VII.). Die von dem „Wüterich“ Napoleon (so in einem Brief an Ulrike von Kleist 1806) angestrebte Universalmonarchie widerspricht Kleists konservativem, ja reaktionärem Beharren auf dem Legitimationsprinzip, das sich auch im Käthchen von Heilbronn, in Robert Guiskard, in der Erzählung Michael Kohlhaas und in anderen seiner Texte ausdrückt. In einer Situation, in der die sich nur auf das Herkommen gründende Legitimität der herrschenden Mächte einstürzt und diese sich als unfähig erweisen, das Chaos zu bändigen, begründet der „Einzelkämpfer“ Kleist einen neuen Diskurs, um mit den Mitteln des Chaos, durch ein Volksheer und paradoxerweise quasi durch eine „Demokratie auf Zeit“ die Dynastie zu retten. Doch die Wiener Hofzensurstelle verbot 1810 die Herausgabe eines Bandes der Erzählungen Kleists mit dem Argument, der Ausgang der Geschichte sei „im höchsten Grade gefährlich“. Nachdem noch im gleichen Jahr die Einführung der Wehrpflicht in Preußen am Widerstand des Adels gescheitert war, sollte Kleist nicht mehr erleben, wie – seiner literarischen Fiktion entsprechend – das preußische Volk 1813 mit „Beilen, Heugabeln und Sensen“ durch das (völkerrechtswidrige) königlich-preußische Landsturmedikt zu den Waffen gerufen wurde. Dieses Edikt wurde schon drei Monate später teilweise widerrufen und die alte Weltordnung durch den Wiener Kongress vorerst wieder geheilt.

### Veröffentlichung und Gattungsfrage
Kleist schrieb seine Erzählung 1806 in Königsberg, veröffentlicht wurde sie im darauf folgenden Jahr in der prominenten Zeitung Morgenblatt für die gebildeten Stände von Johann Friedrich Cotta, die mehrfach pro Woche erschien und große Wirkung auf die literarische Kultur Deutschlands hatte. 1810 wurde die Erzählung in dem Band „Erzählungen“ publiziert. Ursprünglich sollte dieser Band „Moralische Erzählungen“ betitelt werden. 1810 verbot die Wiener Zensur die Veröffentlichung des Bandes insbesondere wegen der Erzählung Das Erdbeben in Chili, deren Schluss im höchsten Grade gefährlich sei.
Kleists Text könnte man in die literarische Traditionslinie der französischen Moralisten stellen. Diese Autoren des 17. und 18. Jahrhunderts beschrieben die Sitten (morales) der Zeitgenossen, um ein kritisches Bild der Umwelt zu zeichnen, nicht um eine besondere normative Ethik zu propagieren. Plausibler erscheint jedoch der Einfluss der Novelas ejemplares von Cervantes, insbesondere der Novelle La fuerza de la sangre. Auch Kleists Text ist der Gattung der Novelle zuzuordnen, allerdings sind die kleistschen Novellen von eigener Art und nicht geprägt durch bestimmte Regeln wie später bei Theodor Storm und Paul Heyse. Kleists Novellen sind auf ihre Weise Vorläufer der modernen Kurzgeschichte.
Die literarische Gattung der Novelle entwickelte sich im Wesentlichen seit der Renaissance. Auch Giovanni Boccaccios (1313–1375) Prosawerk Decamerone hat seinen Ursprung und Ausgangspunkt in einer Katastrophe. Im Decamerone ist es die Pest, bei Kleist das Erdbeben. Beide Katastrophen führen zu einer Auflösung gesellschaftlicher Zwänge und führen zu einer sittlichen Enthemmung. Kleist nutzt die Schilderung von Extremsituationen auch in anderen Werken, um in ihnen wie unter einem Brennglas die Bedingungen menschlicher Sitten zu sezieren.

## Adaption für Film, Bühne und Oper

### Verfilmung
Die Erzählung wurde von Helma Sanders-Brahms 1975 für das ZDF in einer Fernsehversion verfilmt.
Sowohl das Drehbuch als auch die Regie wurden von Sanders-Brahms übernommen.

### Bühnenfassungen
2011 wurde in Dresden der Stoff unter der Regie von Armin Petras dramatisiert.
Im Hessischen Staatstheater Wiesbaden inszenierte Tilman Gersch ebenfalls 2011 eine Bühnenversion der Erzählung.

### Opern-Bearbeitungen
Kleists Novelle wurde mehrfach für das Musiktheater bearbeitet, aber sehr erfolgreich war keine dieser Opern.
- Das Beben von dem armenischen Komponisten Awet Terterjan, die 2003 am Münchner Staatstheater am Gärtnerplatz in der Inszenierung von Claus Guth uraufgeführt wurde.

- Rozsudok (Das Verdikt nach Heinrich von Kleists Das Erdbeben in Chili 1976–78), Oper von Ján Cikker, slowakischer Komponist (1911–1989). Die Deutsche Erstaufführung fand 1979 an den Städtischen Bühnen Erfurt (Musikalische Leitung: Ude Nissen, Inszenierung: Günther Imbiel) statt. 1981 folgte das Staatstheater Braunschweig in Anwesenheit des Komponisten; diese Produktion wurde zur „Inszenierung des Monats“ von der Opernzeitschrift Orpheus International gewählt, musikalische Leitung: Heribert Esser, Inszenierung: Michael Leinert.
- Erdbeben. Träume, Oper von Toshio Hosokawa, mit Libretto von Marcel Beyer (Auftragswerk der Oper Stuttgart; Uraufführung am 1. Juli 2018).

### Hörspielfassungen
Daneben existieren mittlerweile auch eine Reihe von Hörspiel-Bearbeitungen, von denen die meisten erst in den letzten Jahren entstanden sind. Eine frühe Hörspieladaption wurde allerdings bereits 1954 für den Hessischen Rundfunk nach einer Bearbeitung von Curt Langenbeck und Kompositionen von Werner Zillig unter der Regie von Walter Knaus erstellt.
2011 produzierte der WDR eine 53-minütige Textmontage zu der Novelle. Die Regie führte Jörg Schlüter.

### Primärliteratur
- Heinrich von Kleist: Jeronimo und Josephe. In: Morgenblatt für gebildete Stände. Nr. 217–221. Cotta’sche Verlagsbuchhandlung, Stuttgart und Tübingen 1807, S. 866–884, urn:nbn:de:bvb:12-bsb10531655-6 (erschienen in Folge, 9.–15. September 1807).
- Heinrich von Kleist: Das Erdbeben in Chili. In: Erzählungen. Realschulbuchhandlung, Berlin 1810, S. 307–342, urn:nbn:de:bvb:12-bsb00013537-3.
- Heinrich von Kleist: Das Erdbeben in Chili. In: Thomas Nehrlich (Hrsg.): Heinrich von Kleist: Erzählungen. Mit Einleitung, Nachwort und einem Verzeichnis der Setzfehler versehen. Nachdruck der Ausgabe Berlin 1810/11. Band 1/2. Olms, Hildesheim 2011, S. 307–342.

### Sekundärliteratur
- Suzan Bacher, Wolfgang Pütz: Heinrich von Kleist: „Die Marquise von O.“/„Das Erdbeben in Chili“. Lektürehilfen inklusive Abitur-Fragen mit Lösungen. Klett Lerntraining, Stuttgart 2009, ISBN 978-3-12-923055-8.
- Günter Blamberger: Heinrich von Kleist. Biographie. S. Fischer, Frankfurt a. M. 2011, ISBN 978-3-10-007111-8.
- Friedrich A. Kittler: Ein Erdbeben in Chili und Preußen. In: David E. Wellbery (Hrsg.): Positionen der Literaturwissenschaft (s. u.), S. 24–38 (Tilmann Köppe und Simone Winko geben die Essenz dieses Beitrags im Zitat von Kittler wie folgt wieder: „Ein entlassener preußischer Offizier […] entwickelt unter Bedingungen und Masken des Bildungssystems die Diskurspraxis des Partisanen“ (S. 37). Damit widerlege der Kriegstechniker Kleist zugleich Topoi seiner Zeit, die den Bildungsdiskurs und die scheinbare Idylle der Demokratie betreffen.[47])
- Jürgen Link: Von der Denormalisierung zu kulturrevolutionären Drives? In: kultuRRevolution Nr. 61/61 (2011/2012), S. 12–18, ISSN 0723-8088.
- Norbert Oellers: Das Erdbeben in Chili. In: Walter Hinderer (Hrsg.): Kleists Erzählungen. Reclam, Stuttgart.
- Wolfgang Pütz: Heinrich von Kleist: ‚Texte und Materialien‘. (Themenhefte Zentralabitur). Klett, Stuttgart 2009, ISBN 978-3-12-347494-1.
- Hans-Georg Schede: Heinrich von Kleist: Das Erdbeben in Chili. C. Bange, Hollfeld 2010, ISBN 978-3-8044-1811-0. (Königs Erläuterungen und Materialien, Bd. 425.)
- Jochen Schmidt: Heinrich von Kleist. Studien zu seiner poetischen Verfahrensweise, Tübingen 1974, ISBN 3-484-10213-6.
- Helmut J. Schneider: Der Zusammensturz des Allgemeinen. In: David E. Wellbery (Hrsg.): Positionen der Literaturwissenschaft. Acht Modellanalysen am Beispiel von Kleists „Das Erdbeben in Chili“. Beck, München 1985, 2., durchgeseh. Aufl. 1987, S. 110–129 ISBN 3-406-30522-9
- Stefanie Tieste: Heinrich von Kleist. Seine Werke. Kleist-Archiv Sembdner, Heilbronn 2009. (Heilbronner Kleist-Materialien für Schule und Unterricht, Band 2. Hrsg. Günther Emig), ISBN 978-3-940494-15-3.
- David E. Wellbery (Hrsg.): Positionen der Literaturwissenschaft. Acht Modellanalysen am Beispiel von Kleists „Das Erdbeben in Chili“. Beck, München 1985, 2., durchgeseh. Aufl. 1987, ISBN 3-406-30522-9.